# Léo Bisiaux
Léo Bisiaux, né le 14 février 2005 à Fontainebleau, est un coureur cycliste français, professionnel depuis 2024. Il participe à des compétitions de cyclo-cross et de cyclisme sur route.

## Biographie

### Débuts cyclistes et carrière chez les amateurs
Chez les juniors (moins de 19 ans), Léo Bisiaux domine la catégorie lors de la saison de cyclo-cross 2022-2023. Il réalise le grand chelem, en devenant champion du monde, champion d'Europe et champion de France de cyclo-cross juniors. Il remporte également deux manches et le général de la Coupe du monde de cyclo-cross juniors. Au total, il remporte 13 cyclo-cross en 18 départs. Sur route, en 2022, dès sa première année chez les juniors, il remporte la médaille de bronze sur la course en ligne du championnat d'Europe sur route. En 2023, il remporte plusieurs courses par étapes : les Trois Jours d'Axel, le Giro della Lunigiana et le Grand Prix Rüebliland.

### Carrière professionnelle
Pour la saison 2024, il fait ses débuts dans la catégorie des espoirs (moins de 23 ans) et rejoint l'équipe Decathlon AG2R La Mondiale Development. En février, il rate de peu une médaille aux championnats du monde de cyclo-cross espoirs en terminant quatrième. Il confirme également son potentiel sur route, en terminant troisième de la Course de la Paix-Grand Prix Jeseníky et sixième du Giro Next Gen.
En 2025, il rejoint l'équipe World Tour Decathlon-AG2R-La Mondiale. En août, il remporte sa première victoire sur la 3e étape du Tour de Burgos et endosse le maillot de leader. Deux jours plus tard, il perd ce maillot dans l'ascension finale qui emmène les coureurs vers les Lagunas de Neila mais termine tout de même troisième du classement général de cette course.

## Palmarès en cyclo-cross
- 2021-2022
  - 2e du championnat de France de cyclo-cross juniors
- 2022-2023
  -  Champion du monde de cyclo-cross juniors
  -  Champion d'Europe de cyclo-cross juniors
  -  Champion de France de cyclo-cross juniors
  - Classement général de la Coupe du monde de cyclo-cross juniors
    - Coupe du monde de cyclo-cross juniors #1, Cyclo-cross de Tábor
    - Coupe du monde de cyclo-cross juniors #3, Cyclo-cross de Zonhoven

  - 4 Bikes Festival juniors, Lützelbach
  - Radcross Illnau juniors, Illnau
  - Swiss Cyclocross Cup juniors #1, Mettmenstetten
  - Brumath Cross Days juniors, Brumath
  - Coupe de France juniors #3, Camors
  - Coupe de France juniors #4, Camors
  - Coupe de France juniors #5, Troyes
  - Coupe de France juniors #6, Troyes
  - Cyclo-cross d'Orée d'Anjou juniors, Orée d'Anjou
- 2023-2024
  - Coupe de France espoirs #4, Albi
  - Coupe de France espoirs #6, Flamanville
  - 3e du championnat de France de cyclo-cross espoirs
  - 4e du championnat du monde de cyclo-cross espoirs
  - 10e du championnat d'Europe de cyclo-cross espoirs
- 2024-2025
  -  Champion de France de cyclo-cross espoirs
  - 6e de la Coupe du monde espoirs
  - 8e du championnat du monde de cyclo-cross espoirs

## Palmarès sur route

### Par années
- 2022
  - 2e de la Classique des Alpes juniors
  -  Médaillé de bronze du championnat d'Europe sur route juniors
  - 3e du Gran Premio Eccellenze Valli del Soligo (contre-la-montre par équipes)
- 2023
  - Trois Jours d'Axel :
    - Classement général
    - 4e étape

  - Classement général du Giro della Lunigiana
  - Grand Prix Rüebliland :
    - Classement général
    - 3e étape

  -  Médaillé de bronze du championnat d'Europe du contre-la-montre en relais mixte juniors
  - 3e du championnat de France du contre-la-montre juniors
- 2024
  - 3e de la Course de la Paix-Grand Prix Jeseníky
- 2025
  - 3e étape du Tour de Burgos
  - 3e du Tour de Burgos

### Classements mondiaux
| Année                                 | 2024 |
| ------------------------------------- | ---- |
| Classement mondial                    | 652e |
|                                       |      |
| Légende : nc = non classéSource : UCI |      |